# Leila Josefowicz
Leila Bronia Josefowicz (Mississauga, 20 de octubre de 1977) es una violinista clásica canadiense.

## Vida
Proveniente de una familia polaco-inglesa, cuando era niña se mudó con su familia a California, donde comenzó a estudiar el violín a la edad de tres años y medio usando el método Suzuki. A los cinco años comenzó sus estudios formales con Idel Low. A los ocho cambió de profesor con Robert Lipsett, prestigioso maestro de violín de California.
A los trece años de edad se mudó con su familia a Filadelfia, para asistir al Instituto de Música Curtis, donde tomó clases con Jaime Laredo, Joseph Gingold, Felix Galimer y Jascha Brodsky. Siendo todavía adolescente tocó con las orquestas sinfónicas de Filadelfia, Cleveland, Los Ángeles, Houston, Chicago, Montreal y Toronto.

## Carrera
Josefowicz hizo su debut en el Carnegie Hall en 1994 interpretando el Concierto para violín de Chaikovski con la orquesta de la Academy of Saint Martin in the Fields, dirigidos por Neville Marriner. Ese mismo año firmó un contrato de exclusividad con Philips Classics, grabando los conciertos de Chaikovski y Jean Sibelius. Se ha mantenido ocupada como solista, interpretando por América del Norte, Europa, Japón, China y Australia.
Su apasionada defensa de la música contemporánea para violín se refleja en su entusiasmo al tocar nuevas obras. Colabora frecuentemente con compositores y toca con orquestas y directores de todo el mundo. En 2008 fue galardonada con el prestigioso MacArthur Fellowship, uniéndose a científicos, escritores y músicos que han hecho contribuciones únicas a la sociedad contemporánea.
En la temporada 2015/16, actuó con la Sinfónica de Londres, la Orquesta Real del Concertgebouw, Tokyo Metropolitan Symphony y las orquestas sinfónicas de Sídney, la Orquesta Nacional de España y la Orquesta Sinfónica de la Radio Finlandesa, incluyendo una gira en Viena, Salzburgo e Innsbruck. En Norteamérica, Josefowicz tocó con las orquestas de Cleveland y Toronto, la Filarmónica de Los Ángeles, Sinfónica de Seattle, Sinfónica de San Luis y la Orquesta Sinfónica Nacional de Washington. También interpretó un recital en el Zankel Hall de Nueva York, así como en Berkeley y Denver.
También destacan sus conciertos con la Sinfónica de Chicago, Sinfónica de Cincinnati, Sinfónica de Baltimore y Orquesta Sinfónica de Melbourne, la National Arts Centre Orchestra de Ottawa, la Orquesta Filarmónica de Radio Francia, Orquesta Gürzenich de Colonia, Orquesta de la Tonhalle de Zúrich, Filarmónica de La Scala y la Orquesta del Festival de Lucerna.
Varios compositores como John Adams, Esa-Pekka Salonen, Colin Matthews y Steven Mackey han escrito conciertos para violín para Leila Josefowicz. Scheherazade 2 (Sinfonía dramática para violín y orquesta) de Adams la estrenó mundialmente en marzo de 2015 con la Filarmónica de Nueva York, dirigida por Alan Gilbert y el 17 de septiembre de 2016 la estrenó en Alemania en la Berliner Philharmoniker bajo la dirección de John Adams. Duende – Las Notas Oscuras, de Luca Francesconi, también escrito para la violinista, la estrenaron en 2014 la Orquesta Sinfónica Radio Suecia y Susana Mälkki antes de ser interpretada junto con la Orquesta Sinfónica de la BBC en las BBC Proms en julio de 2015.
Su última grabación, el Concierto para violín de Esa-Pekka Salonen con la Orquesta Sinfónica de la Radio de Finlandia dirigida por el compositor, fue nominado para un premio Grammy en 2014.
Está considerada entre las grandes violinistas jóvenes de este tiempo con la estadounidense Hilary Hahn, la neerlandesa Janine Jansen, la georgiana Lisa Batiashvili, la norteamericana Sara Chang, la alemana Julia Fischer y la noruega Vilde Frang.
Actualmente vive con su hijo, Lukas, en Nueva York.
Josefowics posee un violín guarnerius del Gèsu construido en 1724.

## Discografía selecta
- 1995 – Chaikovski & Sibelius: Conciertos para violín. Academy of Saint Martin in the Fields.
- 1996 – Leila Josefowicz: Solo.
- 1997 – Violin for Anne Rice. Academy of Saint Martin in the Fields.
- 1997 – Bohemian Rhapsodies. Academy of Saint Martin in the Fields.
- 1998 – For the End of Time. John Novacek al piano.
- 1999 – Mendelssohn & Glazunov Violin Concertos. Orquesta Sinfónica de Montreal.
- 2000 – Americana. John Novacek.
- 2001 – Prokófiev: Conciertos para violín n.º 1 & 2. Orquesta Sinfónica de Montreal.
- 2002 – Adams: Concierto para violín. Orquesta Sinfónica de la BBC.
- 2005 – Recital: Messiaen, Ravel, Gray, Salonen, Beethoven y Brahms. John Novacek.
- 2006 – Shostakóvich: Concierto para violín n.º 1 Live (sonata para violín y piano). Orquesta Sinfónica de la Ciudad de Birmingham, John Novacek.
- 2007 – Knussen: Violin Concerto. Orquesta Sinfónica de la BBC dirigida por el compositor.
- 2014 – Salonen: Concierto para violín. Orquesta Sinfónica de la Radio Finlandesa dirigida por el compositor.